# Stadionul Britannia
Britannia Stadium este un stadion de fotbal aflat orașul Stoke-on-Trent, Anglia, aparținâd clubului Stoke City FC. Stadionul a fost construit în locul vechiului stadion, Victoria Ground, în anul 1997 pentru suma de 17,4 milioane lire sterline. Capacitatea stadionului este de 27.740 de locuri. Numele de Britannia a fost luat de la sponsorul principal Brinatnnia Co-operative Bank.